# Torre Windsor

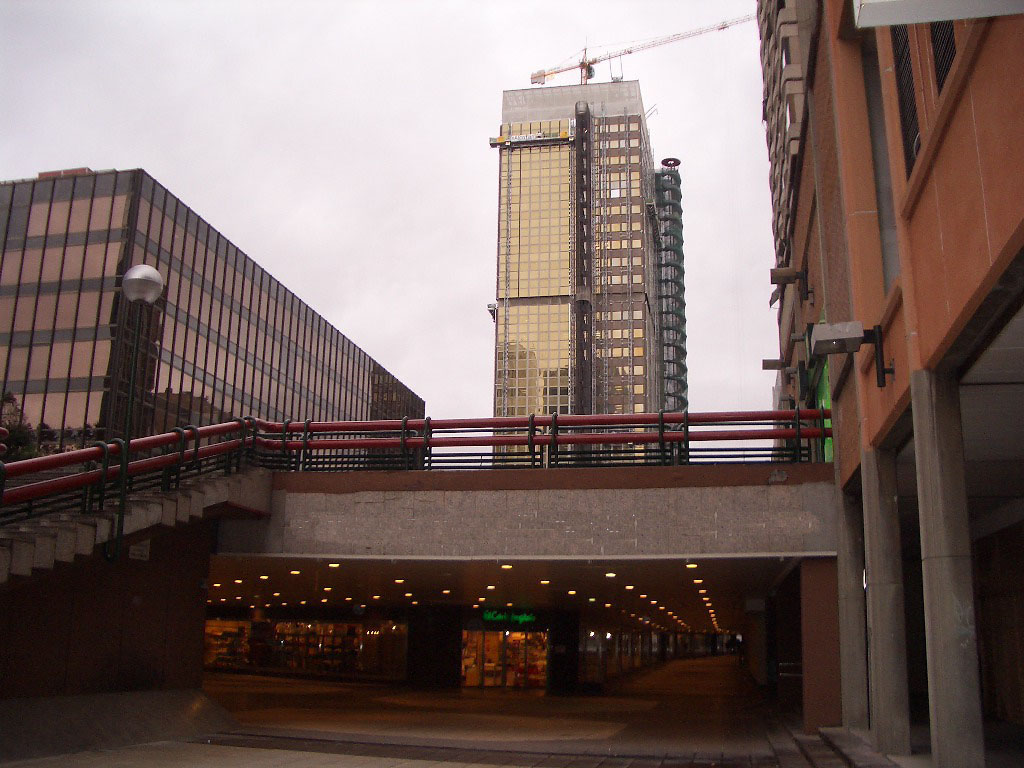
Torre Windsor vor dem Brand

Die Torre Windsor (Windsor-Turm) war ein 106 m hohes Bürogebäude im Geschäftsviertel AZCA nördlich des Zentrums der spanischen Hauptstadt Madrid. Das Hochhaus wurde von 1973 bis 1979 auf der Grundlage der Entwürfe des Architektenbüros von Alas Casariego errichtet und gehörte 2005 zu den 20 höchsten Hochhäusern Spaniens, gleichzeitig war es das elfthöchste Gebäude Madrids.

## Feuer, Einsturz und Abriss
Am 12. Februar 2005 brannte das wegen Umbaus teilweise leerstehende Bürogebäude aus. Das Feuer war am Samstag gegen 23:20 Uhr in der 21. Etage entdeckt worden. Von dort breiteten sich die Flammen schnell auf das gesamte Gebäude aus. Kurz nach 1:00 Uhr morgens und etwa 1 Stunde und 50 Minuten nach Ausbruch des Feuers begann das Gebäude infolge der Temperaturen des Feuers einzustürzen. Der Einsturz – der sich nur auf den oberen und äußeren Teil des Gebäudes erstreckte – lief zuerst in mehreren kleinen Abschnitten ab, bis es schließlich zum großen und finalen Einsturz kam. Hierbei stürzten die Stahlkonstruktion (Exoskelett) der Fassade und die daran befestigten Etagenböden aus Stahlbeton oberhalb der 17. Etage ein. Der aus Beton bestehende innere Teil des Gebäudes blieb stehen, ebenso die Stahlkonstruktion der unteren Etagen vom 17. Stockwerk abwärts. Beim Einsturz wurden auch große Mengen der Gebäudesubstanz vor das Gebäude geschleudert. Bis um 10:00 Uhr morgens rechnete man damit, dass das Gebäude komplett einstürzen könnte.
Trotz eines Großeinsatzes konnte das Feuer erst nach 20:00 Uhr am Sonntagabend gelöscht werden. Bei dem Feuer handelte es sich um den schwersten Brand in der Geschichte Madrids. Das Gebäude war stark einsturzgefährdet und musste deshalb abgerissen werden.

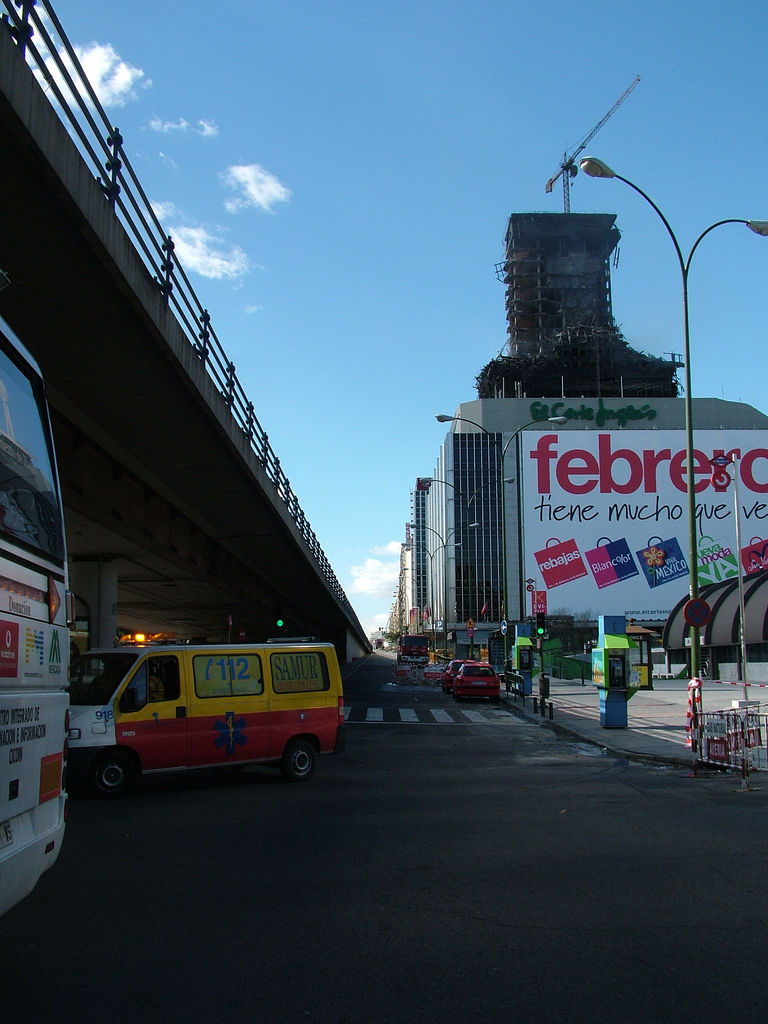
Im Hintergrund die Ruine der Torre Windsor
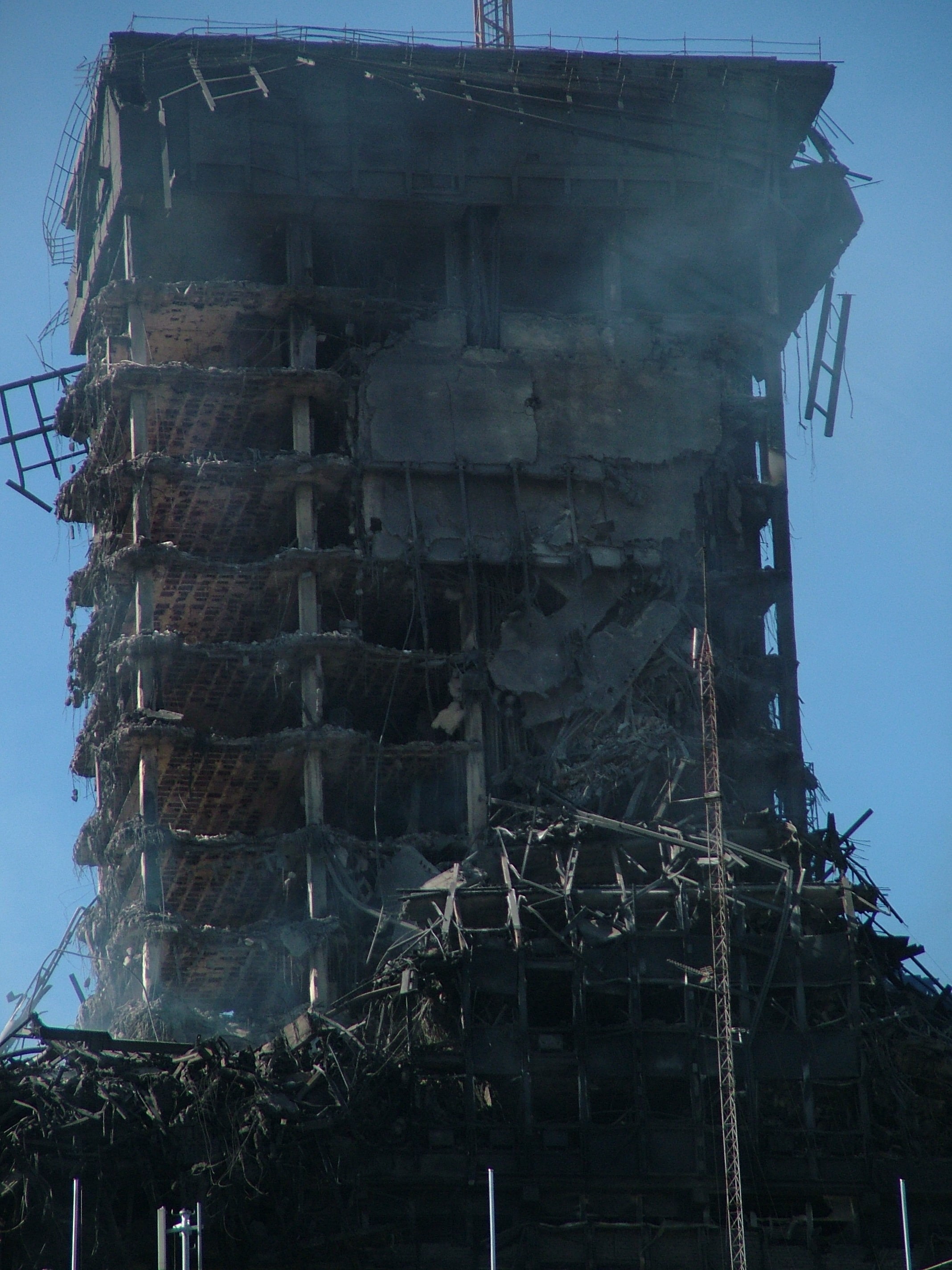
Die Spitze der Torre-Windsor-Ruine